# Hrabstwo Central Goldfields

Hrabstwo Central Goldfields na mapie stanu Wiktoria

Hrabstwo Central Goldfields (ang. Shire of Central Goldfields) – obszar samorządu lokalnego (ang. local government area) położony w Australii, w środkowej części stanu Wiktoria. Samorząd powstał w wyniku stanowej reformy samorządowej w 1995 roku z połączenia następujących hrabstw: Bet Bet, Maryborough, Talbot i Clunes oraz Tullaroop. 
Powierzchnia samorządu wynosi 1534 km² i liczy 12739 mieszkańców (dane z 2006 roku). 
Rada samorządu zlokalizowana jest w mieście Maryborough, złożona jest z siedmiu członków. Hrabstwo podzielone jest na cztery okręgi wyborcze:
- Daisy Hill,
- Flynn,
- Maryborough,
- Tullaroop.

Z okręgu Maryborough wybieranych jest czterech radnych z pozostałych po jednym.  
W celu identyfikacji samorządu Australian Bureau of Statistics wprowadziło czterocyfrowy kod dla Hrabstwa Central Goldfields – 1670.